# Katrin Helling-Plahr
Katrin Helling-Plahr (nascida em 2 de abril de 1986) é uma advogada e política alemã do Partido Democrático Liberal (FDP) que é membro do Bundestag desde as eleições de 2017.

## Educação
Helling-Plahr nasceu em Hagen. De 2005 a 2011, ela estudou direito na Universidade de Münster.

## Carreira política
Helling-Plahr é membro do Bundestag alemão desde as eleições federais de 2017, representando Hagen. Desde então, ela tem servido na Comissão de Assuntos Jurídicos e Protecção do Consumidor e na Comissão de Saúde. Como especialista em saúde, ela tem trabalhado em questões como doação de óvulos, barriga de aluguer e suicídio assistido.